# Miyoshi Yoshikata
Miyoshi Yoshikata est un nom japonais traditionnel ; le nom de famille (ou le nom d'école), Miyoshi, précède donc le prénom (ou le nom d'artiste).
Miyoshi Yoshikata (三好 義賢, 1527 ?-8 avril 1562), connu aussi sous le nom de Miyoshi Yukiyasu (三好 之康), second fils de Miyoshi Motonaga, est un samouraï de l'époque Sengoku qui sert le clan Miyoshi. Ses autres frères sont Miyoshi Nagayoshi (ainé), Atagi Fuyuyasu (le troisième), Sogō Kazumasa (quatrième) et son fils est Miyoshi Nagaharu.

## Source de la traduction
- (en) Cet article est partiellement ou en totalité issu de l’article de Wikipédia en anglais intitulé « Miyoshi Yoshikata » (voir la liste des auteurs).